# Cruz del Eje
Cruz del Eje ist eine Stadt im Nordwesten der Provinz Córdoba im zentralen Argentinien. Die Stadt, die vor allem durch ihren Olivenanbau bekannt ist, hat etwa 30.000 Einwohner und ist damit das wirtschaftliche Zentrum der Region.

## Geschichte
Die Gegend, lange Zeit Heimat der Comechingones, wurde etwa Mitte des 18. Jahrhunderts von Europäern besiedelt. 1856 wurden Stadt und Departamento gegründet. 1890 erreichte die Eisenbahn den Ort, was zu einem starken Entwicklungsschub führte. 

## Wirtschaft
Cruz del Eje hängt fast vollständig vom Olivenanbau und der damit verbundenen Speiseölindustrie ab. Des Weiteren gibt es etwas Viehzucht, Weinbau und Bergbau (insbesondere Steinbrüche). Bis in die 1970er Jahre hinein war es weiterhin ein wichtiger Eisenbahnknotenpunkt mit bedeutenden Werkstätten, bis die Bahnstrecke Córdoba–Cruz del Eje stillgelegt wurde. Die Strecke, seit den 1990er Jahren unter dem Namen Tren de las Sierras bekannt, wird derzeit erneuert. Die Fertigstellung, mit der ursprünglich für 2009 gerechnet wurde, hat sich jedoch verzögert; derzeit ist die Strecke nur zwischen Córdoba und  Cosquín in Betrieb. Die Stilllegung führte zu einem starken wirtschaftlichen Abstieg, so gibt es für eine Stadt dieser Größe eine große Anzahl von Elendsvierteln (villas miseria).
10 km südlich liegt der Stausee Cruz del Eje, der einer der größten der Provinz ist, jedoch für die Stromerzeugung der Region nur eine untergeordnete Rolle spielt.

## Söhne und Töchter der Stadt
- Jairo (* 1949), Sänger